# Oleg Crețul
Oleg Crețul (ur. 21 lutego 1975) – mołdawski, a od 1997 roku rosyjski judoka. Olimpijczyk z Atlanty 1996, gdzie zajął trzynaste miejsce w wadze półśredniej. Złoty medalista paraolimpiady w 2008 i piąty w 
2012 roku.
Startował w Pucharze Świata w latach 1995-1997. Wicemistrz Europy w 1996 roku. 

## Letnie Igrzyska Olimpijskie 1996
| Konkurencja | Eliminacje          | Repasaże                  | Klas. końcowa |
| Konkurencja | Przeciwnik I        | Przeciwnik I              | Miejsce       |
| ----------- | ------------------- | ------------------------- | ------------- |
| 78 kg       | Cho In-chul (KOR) P | Soso Liparteliani (GEO) P | 13.           |